# Paradox (logica)

Een penrose-driehoek

Een paradox is een tegenstrijdige conclusie die niettemin ontstaat als gevolg van een correcte redenering binnen een correcte hypothese.

## Logische paradoxen

### Paradox van Epimenides
Een beroemde paradox uit de logica is de paradox van Epimenides die in de brief aan Titus geciteerd wordt. Deze luidt (al heeft Epimenides het nooit zo gezegd of bedoeld):
De Kretenzer Epimenides zegt: "Alle Kretenzers liegen altijd."
Als we deze uitspraak letterlijk interpreteren, dan is het inderdaad zo dat de uitspraak, die immers gedaan is door een Kretenzer, zichzelf tegenspreekt: de uitspraak zegt van zichzelf dat hij niet waar is, en kan dus niet waar zijn.

### Andere logische paradoxen
- Leugenaarsparadox
- Paradox van Grelling
- Paradox van Hempel
- Paradox van Zeno
- Krokodilparadox

## Wiskundige paradoxen

### "Manhattan distance"-paradox
Een voorbeeld van een geometrische paradox is de ontkenning van de stelling van Pythagoras: {\displaystyle a^{2}+b^{2}=c^{2}}. 
Lijn {\displaystyle c} kan ruwweg benaderd worden door lijnen {\displaystyle d,e}. 

De som van {\displaystyle d} en {\displaystyle e} is gelijk aan {\displaystyle a+b}. Lijnstuk {\displaystyle d} en {\displaystyle e} kunnen eveneens grof benaderd worden door {\displaystyle f,g,h,i} (overigens ook gelijk aan {\displaystyle a+b}). En deze benadering is opnieuw te verfijnen tot {\displaystyle j,k,l,m,n,o,p,q} (ook gelijk aan {\displaystyle a+b}). Dit proces kan worden herhaald tot in het oneindige en hoewel deze oneindig fijne benadering op de lijn c valt, is de som van de lengtes van de deellijnen nog steeds gelijk aan {\displaystyle a+b}. Daaruit zou men kunnen concluderen: {\displaystyle c=a+b} en dat is in
tegenspraak met de stelling van Pythagoras.
De paradox berust op de verkeerde veronderstelling dat in het beschreven limietproces de lengte mee convergeert. Weliswaar convergeert de traplijn naar de hypothenusa, maar de totale lengte van de traplijn wordt niet kleiner. Op het oog is de zeer fijne traplijn vrijwel gelijk aan de schuine lijn, waarna de trapjes ten onrechte verwaarloosd worden, omdat je ze toch niet meer ziet. De paradox is dat een rechte lijn twee vormen kan hebben, namelijk de theoretische kortste lijn tussen twee punten, en de praktische rechte lijn die kan samengesteld zijn uit een oneindig aantal kleine deelsegmenten.
In de Engelstalige literatuur wordt dit de "Manhattan distance"-paradox genoemd, naar het rechthoekige stratenplan van Manhattan.

### Andere wiskundige paradoxen
- Diagonaalbewijs van Cantor
- Russell-paradox
- Catalogusparadox
- Paradox van Achilles en de schildpad
- Wigparadox
- Muntparadox
- Paradox van Galilei
- Hilberts hotel
- Paradox van Berry

## Statistische paradoxen
- Driedeurenprobleem
- Enveloppenparadox
- Simpsons paradox
- Sint-Petersburgparadox
- Verjaardagenparadox
- Wachttijdparadox
- Tweekindprobleem
- Paradox van Newcomb
- Peto's paradox

## Natuurkundige paradoxen
- Grootvaderparadox (in tijdreizen)
- Tweelingparadox
- Fermiparadox
- Paradox van Olbers
- EPR-paradox

## Paradoxen: theorie versus praktijk
In de praktijk  van het leven, de werkelijkheid, leiden paradoxale situaties tot nader inzicht in de bijzondere eigenschappen van paradoxen. Als voorbeeld hier de paradoxen met zelfreferentie, zoals de leugenaarsparadox: "deze zin is onwaar". De voorgaande zin tussen aanhalingstekens verwijst naar zichzelf en ontkent daarmee de waarheid van zichzelf.

### Zelfreferentie in de werkelijkheid
Met regeltechniek wordt bijvoorbeeld de richting van een raket geregeld op weg naar een zeer ver object in de ruimte. Dat gebeurt door de richting van de raket bij te regelen, als die een afwijking vertoont. Die regeling noemt men in de regeltechniek een "teruggekoppeld systeem". In een teruggekoppeld systeem wordt de werkelijk gemeten waarde afgetrokken van de gewenste waarde: het antwoord is de afwijking. Die afwijking, van bijvoorbeeld naar links, wordt dan gebruikt voor de bijsturing naar rechts. Dat lijkt op de leugenaarsparadox! Dat komt omdat links en rechts tegengesteld aan elkaar zijn en beide tegengestelde richtingen betrekking hebben op de werkelijke richting. Dit kan schematisch worden voorgesteld met:
In dit proces is A de gewenste waarde (van links komende). A min de teruggekoppelde waarde (via de cirkel komende vanaf B), is de input op de functie +f1: het "foutsignaal". In functie +f1 worden berekeningen uitgevoerd. B is de in te stellen waarde. A zou eigenlijk in de ideale situatie gelijk moeten zijn aan B. Het foutsignaal, mede door de teruggekoppelde corrigerende waarde (via functie -f2) verkregen, is dan in dat geval nul. Bij een afwijking is dus de correctie negatief. Daardoor kan de situatie bestaan dat B gelijk wordt aan niet B: dat is een paradox. Als het goed getimed is en goed gedimensioneerd, leidt dit tot een stabiel systeem in plaats van een tegenstrijdigheid. Dankzij de vertraging in het systeem is dan nooit exact gelijktijdig B gelijk aan -B. Echter, als de vertraging te klein is, wordt het systeem instabiel. Dan kan dit proces gebruikt worden als oscillator. B en -B en --B en ---B enz. enz. volgen elkaar dan in de tijd op: slingeren of oscilleren.
Een ander intrigerend effect van zelfreferentie in de werkelijkheid is een videocamera die zijn eigen beeld opneemt via een monitor. Dan kunnen oscillerende beelden ontstaan met fractal-achtige eigenschappen. Een fractal is ook zelfreferent. Het zogenaamde droste-effect is vergelijkbaar. Als men de ruimte coördinaten van het drosteplaatje beschouwt, komt men in een recursieve gegevensstructuur. Op deze manier kan men ervaren dat stellingen uit de logica, de grondslagen van de wiskunde en de theoretische informatica overeenkomsten vertonen met paradoxen. Voorbeelden hiervan zijn de Onvolledigheidsstellingen van Gödel en het beslissingsprobleem.